# L'Appel (film, 1970)
Pour les articles homonymes, voir L'Appel.
Pour plus de détails, voir Fiche technique et Distribution.
L'Appel (titre original : Apel) est un court métrage d'animation polonais réalisé par Ryszard Czekała, sorti en 1970.

## Synopsis
Dans un camp de concentration pendant la Seconde Guerre mondiale, un groupe de prisonniers est tourmenté par un bourreau de la SS qui les oblige à faire des exercices physiques. Les détenus, après leur refus d'obéir, sont tous fusillés.

## Fiche technique
- Titre : L'Appel
- Titre original : Apel
- Réalisation : Ryszard Czekała
- Scénario : Ryszard Czekała
- Photographie : Jan Tkaczyk
- Société de production : Studio Miniatur Filmowych
- Pays d'origine :  Pologne
- Durée : 7 minutes

## Récompenses et distinctions
- 1971 : Cheval de bronze (Lajkonik), Festival du film de Cracovie
- 1971 : Cristal du court métrage, Festival international du film d'animation d'Annecy (Ex æquo )
- 1971 : Grand Prix, Festival du film de Cork
- 1971 : Prix du Jury, Festival international du court métrage d'Oberhausen
- 1971 : Prix de la Critique des films, Festival du film de Fajr
- 1972 : Praxinoscope d'argent dans la catégorie du film social, Festival du film de New York